# St. Galler Hallenhandball-Meisterschaften
Die St. Galler Hallenhandball-Meisterschaften waren die Hallenhandball-Meisterschaften des Kantons St. Gallen.

## Modus
Zwischen 1951 und 1953 spielte der Meister um die Schweizer Meisterschaft.

## St. Galler Meister der Serie A
| Saison | Meister          | Vizemeister              | Resultat | Mannschaften |       |
| ------ | ---------------- | ------------------------ | -------- | ------------ | ----- |
| 1950   | BTV St. Gallen I | TSV St. Otmar St. Gallen | 5:3      | 10           | [ 1 ] |
| 1951   | STV Rorschach I  | BTV St. Gallen I         | 6–4 P.   | ?            | [ 2 ] |
| 1952   | STV Rorschach    | BTV St. Gallen I         | 6–4 P.   | ?            | [ 3 ] |

## Meister der Serie B
| Saison | Meister                       | Vizemeister                   | Resultat                      | Mannschaften |       |
| ------ | ----------------------------- | ----------------------------- | ----------------------------- | ------------ | ----- |
| 1950   | Meister der Serie B unbekannt | Meister der Serie B unbekannt | Meister der Serie B unbekannt | 10           |       |
| 1951   | FC Rorschach                  |                               |                               |              | [ 2 ] |
| 1952   | BTV St. Gallen II             |                               |                               |              | [ 3 ] |

## Senioren
| Saison | Meister                     | Vizemeister                 | Resultat                    | Mannschaften                |                             |
| ------ | --------------------------- | --------------------------- | --------------------------- | --------------------------- | --------------------------- |
| 1950   | Keine Seniorenmeisterschaft | Keine Seniorenmeisterschaft | Keine Seniorenmeisterschaft | Keine Seniorenmeisterschaft | Keine Seniorenmeisterschaft |
| 1951   | STV St. Gallen              |                             |                             |                             | [ 2 ]                       |
| 1952   | BTV St. Gallen              |                             |                             |                             | [ 3 ]                       |

## Junioren
| Saison | Meister                     | Vizemeister                 | Resultat                    | Mannschaften                |                             |
| ------ | --------------------------- | --------------------------- | --------------------------- | --------------------------- | --------------------------- |
| 1950   | Keine Juniorenmeisterschaft | Keine Juniorenmeisterschaft | Keine Juniorenmeisterschaft | Keine Juniorenmeisterschaft | Keine Juniorenmeisterschaft |
| 1951   | STV St. Gallen              |                             |                             |                             | [ 2 ]                       |